# Prince Abdullah Al-Faisal Stadium
Das Prince Abdullah Al-Faisal Stadium (arabisch استاد الأمير عبدالله الفيصل) ist ein Fußballstadion mit Leichtathletikanlage in der saudi-arabischen Hafenstadt Dschidda. Es befindet sich im Südosten der Stadt zwischen der König-Abdulaziz-Universität und dem Industrieviertel City (Al Waziriah Distrikt). 

## Geschichte
Das Stadion wurde 1970 eröffnet. Es verfügte nur auf der Haupttribüne Sitzplätze und es ist Teil eines größeren Sportkomplexes, zu dem auch eine Sporthalle und ein Schwimmbad gehört. Bis 2009 besaß es 23.000 Plätze. Danach folgte die Umgestaltung in ein Sitzplatzstadion. Dies brachte das Platzangebot auf 20.000. Von 2013 bis 2021 wurde das Stadion komplett renoviert, erweitert und die Ränge überdacht. Es verfügt jetzt über 27.000 Sitzplätze.
Das Prince Abdullah Al-Faisal Stadium war eines von vier Stadien der Junioren-Fußballweltmeisterschaft 1989. 2004 und 2005 gelang es dem Ittihad FC in das Endspiel der AFC Champions League einzuziehen. 2004 verlor man das Hinspiel in Dschidda mit 1:3. Bei Seongnam Ilhwa Chunma (Südkorea) gewann man das Rückspiel mit 5:0. 2005 endete das Hinspiel beim al Ain Club (Vereinigte Arabische Emirate) mit 1:1. Zuhause feierte der Ittihad FC einen 4:2-Sieg. 
Das Stadion war neben dem King Abdullah Sports City Stadium Spielort der FIFA-Klub-Weltmeisterschaft 2023.

## Spiele der Junioren-Fußball-WM 1989 in Dschidda
In Dschidda trat die Gruppe C zu ihren Partien an. Des Weiteren folgten ein Viertelfinale und ein Halbfinale.
- 17. Feb. 1989, Gruppe C:  Brasilien –  DDR 2:0 (1:0)
- 17. Feb. 1989, Gruppe C:  Mali –  USA 1:1 (1:1)
- 19. Feb. 1989, Gruppe C:  Brasilien –  Mali 5:0 (0:0)
- 20. Feb. 1989, Gruppe C:  DDR –  USA 0:2 (0:0)
- 22. Feb. 1989, Gruppe C:  Brasilien –  USA 3:1 (2:1)
- 22. Feb. 1989, Gruppe C:  DDR –  Mali 3:0 (1:0)
- 25. Feb. 1989, Viertelfinale:  Brasilien –  Argentinien 1:0 (1:0)
- 28. Feb. 1989, Halbfinale:  Nigeria –  USA 2:1 n. V. (1:1, 0:0)